# Lokroi Philisztión
Philisztión (Kr. e. 4. század) ókori görög orvos.
Szicíliából vagy Lokroiból (Dél-Itália) származott, a knidoszi Eudoxosznak és Khrüszipposznak volt a tanítómestere. Galénosz több helyen is idézi mint farmakológust. Az ókorban neki tulajdonították a Hippokratész neve alatt közkézen forgó „Diethetikon hügieinon” című munkát.

## Ajánlott irodalom
- James Longrigg: Greek Rational Medicine: Philosophy and Medicine from Alcmaeon to the Alexandrians Routledge, 1993. ISBN 9780415025942